# Cuaespinós gorjatacat
El cuaespinós gorjatacat (Leptasthenura xenothorax) és una espècie d'ocell de la família dels furnàrids (Furnariidae).

## Hàbitat i distribució
Habita garrigues i boscos de Polylepis dels Andes, al centre de Perú.